# De Volewijckers
De Volewijckers war ein niederländischer Fußballverein ursprünglich aus dem Stadtteil Volewijck im Norden von Amsterdam.

## Geschichte
Der Verein wurde am 1. November 1920 gegründet. In der Saison 1943/44 wurde der Verein Niederländischer Meister. Seit der Einführung des bezahlten Fußballs ab 1954 spielte man zwei Jahre zwischen 1961 und 1963 in der Eredivisie. 
In der Saison 1973/74 schloss sich die Profiabteilung dem FC Amsterdam an, der zwei Jahre zuvor durch die Fusion der Profiabteilungen des Amsterdamsche FC DWS und des Blauw Wit Amsterdam entstanden war.
Der Fußballbetrieb wurde im Amateurbereich fortgeführt.
In seiner letzten Saison 2012/13 spielte der Verein in der Vijfde Klasse Zondag. Danach fusionierte der Verein 2013 mit ASV DWV (Amsterdamse Sport Vereniging Door Wilskracht Verkregen) zum DVC Buiksloot (DWV Volewijckers Combinatie Buiksloot).

## Erfolge
- Niederländischer Meister:
  - 1944

## Trainer
- Jordi Cruyff (2004–2006, Spielertrainer)